# فرانسیس آفری
فرانسیس آفری (انگلیسی: Francis Afriyie؛ زادهٔ ۱۸ ژانویهٔ ۱۹۹۵) بازیکن فوتبال اهل غنا است که در پست مهاجم برای تاونشیپ رولرز بازی می‌کند.